# Ashar Char
Ashar Char es el nombre de una isla en el oeste de la Bahía de Bengala, que tiene cerca de dos millas de largo. Se encuentra a lo largo de la ruta del río Pyra en el distrito de Barguna (en bengalí: বরগুনা ), en la División de Barisal (en bengalí: বরিশাল ), en Bangladés.

## Población
Hace cuatro o cinco años miles de personas vivían en Ashar Char, pero como la isla se está reduciendo con las inundaciones, actualmente sólo unos cientos de personas viven allí.

## Ciclón Sidr
La isla fue golpeada en 2007 por el ciclón Sidr, se estima que al menos mil personas murieron durante el paso del ciclón.